# Sandviken (comune)
Sandviken è un comune svedese di 36 930 abitanti, situato nella contea di Gävleborg. Il suo capoluogo è la cittadina omonima.
È sede di una delle principali acciaierie svedesi, la Sandvik, divenuta col tempo una delle più importanti multinazionali nell'ambito dell'acciaio e della sua lavorazione.

## Località
Nel territorio comunale sono comprese le seguenti aree urbane (tätort):
- Årsunda
- Åshammar
- Backberg
- Hammarby, Gästrike-Hammarby
- Jäderfors
- Järbo
- Kungsgården
- Österfärnebo
- Sandviken
- Storvik
- Västerberg